# Optioservus trivittatus
Optioservus trivittatus är en skalbaggsart som först beskrevs av Brown 1930.  Optioservus trivittatus ingår i släktet Optioservus och familjen bäckbaggar. Inga underarter finns listade i Catalogue of Life.